# Сарай-Гирский сельсовет
Сарай-Гирский сельсовет — сельское поселение в Матвеевском районе Оренбургской области. Административный центр — село Сарай-Гир.

## История поселения

### История с. Сарай-Гир
Сарай-Гир, село на р. Сарайгирка. Основано в 1739 году крестьянами из Тамбовской губернии. Первоначально поселение именовалось как Михайловка, по имени первого переселенца. Затем название изменилось на Сарай- Гир: от тюркского «сары» — жёлтый и «айгыр» — жеребец, согласно легенде, в честь скакуна одного из знатных татар.
Изначально быстрее всех застраивалась главная улица села — Почтовая (в настоящее время — улица Советская). Она изгибалась, тянулась вдоль грунтовой дороги Абдулино-Бугуруслан. В средней части улицы была построена большая церковь с двумя куполами из красного коленного кирпича, в 30-х гг. XX века она была разобрана. В пятидесяти метрах от церкви была построена деревянная трехклассная церковно-приходская школа. Несколько дальше, на небольшом возвышении было построено кирпичное здание — магазин с каменным подвалом, принадлежавший богатому купцу Савину С. А.
Село разрасталось на восток и на запад, в 1803 г. в с. Сарай-Гир проживало около 2000 человек.
С постройкой железной дороги Самара-Златоуст в 1892 г. , в трех километрах к западу от церкви был построен железнодорожный вокзал и несколько жилых помещений для рабочих и служащих железной дороги. Позже недалеко от вокзала братья Яковлевы построили крупную трехэтажную мельницу, полу-товарного типа, которая производила от трех до шести сортов муки.
К началу XX века внешний вид села был очень контрастным. Кривыми рядами близко друг к другу размещались крестьянские избы, маленькие, с крошечными окнами и крытые преимущественно соломой. Среди них выделялись большие деревянные дома под железной кровлей, принадлежавшие богатым жителям села. Основным населением были крестьяне, занимавшиеся земледелием и животноводством. В это время была открыта вторая начальная школа -земская (железнодорожная школа). В 1996 г. эта школа была закрыта.
Во время Гражданской войны 1918—1920 гг. с. Сарай-Гир являлось важным военным объектом, так как здесь дислоцировались войска для отправки на восточный фронт.
В 1930 г. почти все крестьяне вступили в колхоз, получилось крупное хозяйство. На собрание колхозники назвали колхоз имени Сталина. Кроме земледелия в колхозе была создана молочно-товарная ферма. В 1930 г. был впервые открыт медицинский пункт, до этого в селе отсутствовали медицинские учреждения и работники. В 1958 г. была построена больница со стационарным лечением на 25 койко-мест.
Колхоз имени Сталина просуществовал до 1958 года, когда на базе данного колхоза было организованно отделение № 3 совхоза «Сарай-Гирский».
В 1957 г. был построен Дом культуры. В северной части здания — библиотека, имеющая отдельный вход со стороны парка. В 2009 г. в библиотеке насчитывалось 9526 экз. книг.
В 1962—1964 гг. было построено здание средней школы и интернат на центральной усадьбе.
9 марта 2005 года в соответствии с законом Оренбургской области № 1904/312-III-ОЗ образовано сельское поселение Сарай-Гирский сельсовет, установлены границы муниципального образования.

## Климат
Району присущи черты климата, характерные для всей области в целом. Это хорошо выраженная континентальность, обусловленная удалённостью от акватории океана. В связи с этим ярко выражены сезонные и внутрисуточные контрасты температуры и влажности воздуха. Вытянутость территории района в меридиональном направлении задает небольшие различия режимных метеорологических показателей в северной и южной частях района: среднегодовая температура приземного слоя воздуха на севере района составляет +2,9° С и 2,3° С — на юге.
Самым теплым месяцем года является июль — со среднемесячной температурой 20,2° С, а самым холодным — январь, со среднемесячной температурой −14,7° С. Зимние минимумы температуры воздуха могут достигать по сельсовету до −45° С, а летние максимумы до +40° С. Продолжительность периода с устойчивой морозной погодой составляет 129—134 дня, причем максимальная непрерывная продолжительность в отдельные годы составляла до 148 дней. Глубина промерзания почвы в среднем на март составляет 70 см, из максимальных глубин в целом за зимний сезон — 97-108 см. Устойчивый снежный покров обычно образуется в первых числах декабря, максимальной высоты (в среднем от 38 до 40 см) и наибольшей плотности снежный покров достигает в марте.
Весенний период обычно непродолжителен и начинается 6-9 апреля с установлением среднесуточной температуры воздуха выше 0° С. Характерной чертой этого периода года является быстрое нарастание среднесуточных температур. С переходом среднесуточной температуры через 10° С (2-5 мая) устанавливается летний тип погоды, продолжительность которого 126—127 дней. Средняя многолетняя сумма осадков по району составляет 464,0 мм/год, из них в теплое полугодие (апрель-октябрь) в среднем выпадает 327—336 мм. Средняя скорость ветра за год составляет 2,9 м/с; преобладающими направлениями в холодный период года являются западные и юго-западные, в теплый — северные и северо-восточные. Из неблагоприятных погодных условий летом иногда наблюдаются суховеи, наибольшее количество которых отмечено в мае-июне.
Вышеприведенные показатели в совокупности со среднемесячными показателями относительной влажности воздуха в теплый период, которые варьируют от 43 до 50 %. В свою очередь во взаимоотношении с влагосодержанием в почве, создают в основном благоприятные климатические условия для возделывания сельскохозяйственных культур, однако в отдельные годы неравномерное выпадение осадков, почвенная засуха и суховеи наносят значительный ущерб сельскому хозяйству.
Климатические условия района в целом, так и Сарай-Гирского сельсовета в частности, в отношении комфортности для труда, отдыха и лечения имеют как положительные, так и отрицательные черты. Краткость переходных сезонов — весны и осени, большая стабильность погодных условий, высокая длительность суммарного солнечного сияния, и оптимального влагосодержания в воздухе относятся к благоприятным чертам климата. К негативным особенностям относятся низкие температуры зимой, создающие опасность обморожения и переохлаждения. Возможность выпадения неравномерного количества осадков в год, почвенная засуха и суховеи неблагоприятно сказываются на сельском хозяйстве.

## Население
| 2010  | 2012  | 2013  | 2014  | 2015  | 2016  | 2017  |
| ----- | ----- | ----- | ----- | ----- | ----- | ----- |
| 1741  | ↘1701 | ↘1676 | ↘1623 | ↘1613 | ↘1579 | ↘1552 |
| 2018  | 2019  | 2020  | 2021  |       |       |       |
| ↘1531 | ↘1476 | ↘1423 | ↘1394 |       |       |       |

## Состав сельского поселения
| № | Населённый пункт | Тип населённого пункта       | Население |
| - | ---------------- | ---------------------------- | --------- |
| 1 | Александровка    | село                         | 149       |
| 2 | Пролетаровка     | посёлок                      | 121       |
| 3 | Сарай-Гир        | село, административный центр | 1471      |

Также на территории сельсовета находится упразднённый посёлок Дружба.